# Японская оризия
Японская оризия, или японская медака, (лат. Oryzias latipes) — вид пресноводных рыб из семейства адрианихтиевых (Adrianichthyidae).
Длина тела составляет до 3,2 см. Вид распространён в Юго-Восточной Азии от Лаоса и Вьетнама до восточного Китая и Кореи, а также на японских островах от Рюкю до Хонсю. Обитает в стоячих и медленно текущих пресных и солоноватых водоёмах, таких как рисовые поля.
Японская оризия характеризуется коротким периодом воспроизводства, поэтому широко используется для исследований как модельный организм, а также была первым позвоночным организмом, который совершил полный цикл воспроизводства в космосе. Летом 1994 года на борту космического корабля «Колумбия» 2 самца и 2 самки японской оризии совершили 15-дневный полёт, во время которого приступили к нересту, отложили и оплодотворили икру. Все взрослые особи и молодь вернулись живыми на Землю, где было проведено дальнейшее тестирование.